# Olympic Cocktail
Cocktail (1984 - 12 februari 1999) was een dressuurpaard en dekhengst. Samen met Anky van Grunsven kwam hij uit op het hoogste niveau. 
Cocktail werd gefokt door P. Westers, zijn vader was Purioso. De jonge hengst werd voorgesteld door Johan Hamminga en door het KWPN goedgekeurd. Hierna kwam Cocktail bij Anky van Grunsven op stal om daar een carrière als dressuurpaard te beginnen. Cocktail werd opgeleid tot Grand Prix-niveau en werd na Bonfire Anky's tweede paard. Inmiddels was de hengst voor een deel in eigendom van Anky van Grunsven. Cocktail had een erg goede draf en een goede passage, de galop was wat minder en voor piaffe had hij geen aangeboren talent. 
Tijdens de Europese Kampioenschappen in 1993 in Lipica werd cocktail opgenomen vanwege ernstige hartritmestoornissen. De hengst had een harstslag van 180 slagen per minuut. De normale hartslag van een paard op rust is 40 slagen per minuut.  Deze crisis duurde drie dagen en Cocktail vocht voor zijn leven. Cocktail herstelde goed en 8 maanden later was hij weer actief in de wedstrijdring.
Op 12 februari 1999 overleed Cocktail op 15-jarige leeftijd in de stapmolen, de waarschijnlijke oorzaak is een hartinfarct. De hengst werd gecremeerd en zijn as is uitgestrooid over de weilanden bij Anky thuis in Erp. Daar in Erp staat nog altijd een klein monumentje voor Cocktail, een glazen kast met zijn hoofdstel en op de achterwand een foto. 

## Resultaten in de sport
- 1992 - 1e plaats Kür op Muziek Goodwood
- 1993 - Wereldbekerfinale - 9e plaats
- 1994 - winnaar Kür op Muziek Indoor Brabant
- 1994 - winnaar Kür op Muziek Aken met 80%
- 1995 - KWPN Paard van het Jaar

## Carrière in de fokkerij
Cocktail is goedgekeurd door het KWPN, Oldenburger en Hannoveraanse stamboek. 
Cijfers verrichtingsonderzoek KWPN: 
- stap: 7
- draf: 7.5
- galop: 7
- rijproef: 7.5
- karakter: 9
- stalgedrag: 9
- trainingsrapport: 9

Predicaten:
- 1998: Keur
- 2002: Preferent

Goedgekeurde nakomelingen
- Havel, 1989 goedgekeurd bij het KWPN
- Hierarch, 1989 goedgekeurd bij het KWPN, in 2001 verkocht naar U.S.A.
- Hucarlos, 1989 goedgekeurd bij Caballo de Deporte Espanol (CDE)
- Jazz, 1991 preferente dekhengst, goedgekeurd bij het KWPN en Oldenburger Verband
- Cocktail Time, 1994 goedgekeurd bij Züchtverband für Deutsche Pferden
- Nourejev, 1995 goedgekeurd bij het KWPN en internationaal dressuurpaard
- Radar, 1998 goedgekeurd bij het KWPN
- Olymp, 1999  goedgekeurd bij Westfaler Verband

## Citaten
- Anky van Grunsven: " Als hij de baan betrad, leek het of hij de mensen even snel telde en besloot het voor hen te doen."
- Johan Hamminga: " Hij muntte van het begin af aan uit in zijn mooie voorbeengebruik onder het zadel. Hij had dat ook op de sprong. Maar zijn grootste kwaliteit was misschien wel zijn karakter. Hij wilde in principe altijd meewerken."
- Anky van Grunsven: "Cockie was Cockie. Hij was gewoon uniek!"